# Crocidura ansellorum
Crocidura ansellorum е вид бозайник от семейство Земеровкови (Soricidae). Видът е застрашен от изчезване.

## Разпространение
Разпространен е в Замбия.